# فيروز شاه السوري
فيروز شاه بن سليم شاه بن شير شاه. هو ثالث حكام سلالة آل سور. خلف فيروز شاه والده سليم على العرش في سنة 961هـ الموافقة لسنة 1554م وهو يبلغ من العمر اثني عشر سنة، ولصغره طمع خاله مبارز خان بن نظام خان بالحكم، فقلته بعد ثلاثة أيام واعتلى العرش تحت اسم «محمد عادل شاه».